# Диклиптера
Диклиптера (лат. Dicliptera) — род цветковых растений семейства Акантовые. Травянистые растения, распространённые большей частью в тропических областях планеты.

## Виды
По информации базы данных The Plant List (2013), род включает 223 вида
. Некоторые из них:
- Dicliptera aripoensis
- Dicliptera armata
- Diclipta dodsonii — возможно, вымерший вид.
- Dicliptera mucronifolia
- Dicliptera sericea
- Dicliptera suberecta
- Dicliptera trifurca